# Термометър
Термометърът е уред за измерване на температура. За тази цел термометрите използват различни физични свойства, като: температурното разширение (на газове, течности или твърди вещества), електрическото съпротивление или излъчваната светлина (в различните спектри).

## Термоскоп
Термоскопът представлява обърната стъклена колба, пълна с въздух в широката ѝ горна част и с вода в тясната дълга долна част. Думата е производна от гръцките думи термо (топлина) и скоп (гледам, виждам). Основният пневматичен принцип на термоскопа е описан още в Древна Гърция от Емпедокъл в неговата творба Върху природата (460 г. пр.н.е.). През новата ера Херон, знаейки за този принцип, описва експеримент, при който затворена в горния край тръба, частично пълна с въздух, е потопена в контейнер с вода. Следващият значим принос е приписван на Галилео Галилей и датира от края на XVII век, когато флорентинските учени разработват уреди, реагиращи на промяната в температурата – първите термоскопи. Тъй като термоскопът е отворена система, той се влияе от атмосферното налягане (т.е. представлява и барометър). Друг проблем е замръзването на водата, затова холандският изобретател Корнелис Дребел ѝ добавил aqua fortis (азотна киселина). Около 1654 г. Фердинандо II Медичи (1610 – 1670) създава термоскоп, ползвайки за пръв път температурното разширение на течност (оцветен алкохол), а не на газ, с което термоскопът става независим от атмосферното налягане.

## История на термометъра
- 1701 г. – датският учен Оле Кристенсен Рьомер (1644 – 1710) пръв добавя ска̀ла към съществуващия дотогава термоскоп, което е принципната разлика между термоскоп и термометър.
- 1714 г. – германският физик Даниел Фаренхайт създава най-точния дотогава термометър, ползвайки живак. През 1724 г. той предлага и температурната ска̀ла, носеща неговото име.
- 1730 г. – французинът Рене-Антоан Реомюр (1683 – 1757) изобретява спиртния термометър.

## Специфични приложения
Принципно термометърът реагира и на покачване, и на понижаване на температурата. Някои области се нуждаят от максималната или минималната температура, достигната в определен период. Преди масовото навлизане на електрониката, тази стойност е получавана чрез конструктивна промяна в устройството на термометъра.

### Метеорология
Воден от нуждите на метеорологията, Фаренхайт създал своята ска̀ла, като избрал 0 °F (-17,778 °C) като предполагаемата най-ниска външна атмосферна температура, с което да се избегнат отрицателни стойности. За горна точка, според някои мнения, е избрал 100 °F (37,778 °C), което е температурата на кон, според други избрал 96 °F (35,556 °C), като средна човешка температура, защото 96 се дели лесно без остатък на много делители. След изобретяването на по-точната скала на Целзий, тя е приета като универсална скала за термометъра. За отчитане на максимална и минимална температура се ползва специален термометър (Максимален-минимален термометър), който се „рестартира“ по подобие на медицинския живачен термометър.

### Медицина
Холандският учен Херман Бурхаве (1668 – 1738), считан за един бащите на физиологията, пръв използва термометър за медицински цели. Специфичното при живачния медицински термометър е малко стеснение в основата на стъклената тръбичка, което не позволява живакът да се свие обратно при понижаване на температурата, като така се отчита максималната температура на самия пациент. За да се прибере обратно живакът в резервоара, термометърът се разклаща рязко, прилагайки му центробежна сила. Модерните електронни медицински термометри също запаметяват максималната температура.

## Видове термометри
- С течност – стъклена тръбичка, пълна с течна смес от вода, алкохол (спирт) и оцветител. Това са едни от първите термометри, като все още се използват масово за непрофесионални измервания.
- Живачен – стъклена тръбичка, пълна с живак, който е единственият метал в течно състояние при стайна температура, като дълги години това е най-точният термометър. Продажбата им в ЕС е забранена от 2009 г.
- Биметален – представлява скала и спирално навита биметална пластина (изградена от два метала с различно температурно разширение), която променя дължината си според температурата.
- Термометър на Бреге (Breguet) – вариант на биметалния термометър, но металната пластина е във винтова форма и е изградена от три благородни метала: сребро, злато и платина, като среброто има почти два пъти по-голямо температурно разширение от платината, а на златото е приблизително между двете.
- Пирометър – вид термометър, с който за пръв път става възможно безконтактното измерване на много горещи обекти, като визуално се сравнява излъчването на обекта и на нажежаема жичка. Първият оптичен пирометър е създаден от френския учен Анри Луи льо Шателие в края на XIX век. През 1901 г. е представен подобрен модел, при който напрежението в нажежаемата жичка се променя, докато нейното и на обекта излъчване съвпаднат, като така емпирично се изчислява и температурата на обекта.[4]
- Електронен – базиран върху отчетливата промяна на електрическото съпротивление при промяна на температурата на някои вещества, разработен е през 1960-те, ставайки най-точния термометър. Според използвания елемент, електронният термометър бива два основни вида:
  - с терморезистор – диапазон на работа -200 – 500 °C, време за реакция от няколко секунди, размер от 3,2 до 6,4 mm, с висока точност и стабилност;
  - с термодвойка – диапазон на работа -180 – 2320 °C, време за реакция част от секундата и размер около 1,6 mm. По-предпочитан, особено за температури над 500 °C, където няма друг контактен начин за измерване, но притежава по-малка точност (± 2 °C) и надеждност.
- Термохромен – основан е на промяната в цвета при затоплянето на някои топлочувствителни течни кристали, разработен е от Боб Паркър през 1970-те в Калифорния, САЩ за измерване на температурата при хора, помещения, аквариуми и др.[5]
- Инфрачервен – базиран върху различното инфрачервено излъчване, според различната температура. Тъй като използва светлина, този вид термометър няма нужда от допир до измервания обект, т.е. е безконтактен.
- Кварцов – изключително точен термометър, който отчита разликата в честотата на излъчване на кварцов резонатор при промяна на температурата. Способен да отчита температури от -40 до 230 °C с точност от 0,0001 °C. Представен от фирмата Hewlett-Packard през 1965 г., но по-късно спрян от производство.[6]
- Термометър на Галилео – модерен вариант на термоскопа от началото на XVII век на Галилео Галилей. Основан на връзката между температура и плътност на течност, като плътността променя съответно плаваемостта на различни стъклени сфери.[7]
- Фиброоптичен – при него на края на стъклено влакно е монтиран полупроводников кристал от галиев арсенид (GaAs), който променя прозрачността си, според температурата. Устройството е устойчиво на всякакви лъчения (магнитни, радио и микровълни) и намира приложение в сфери с високи излъчвания (например магнитно-резонансна томография).

## Рискове за здравето
Тъй като живакът е опасен за здравето на човека и е голям замърсител на околната среда, през 2007 г. Европейският съюз приема законодателни мерки за ограничаване на използването му. От 2009 г. на европейския пазар не се допускат термометри и други измервателни средства, съдържащи живак.